# Mirosława Mikulska
Mirosława Mikulska, coniugata Budych (Poznań, 2 gennaio 1943 – Zwettl-Niederösterreich, 11 dicembre 2024), è stata una cestista polacca.

## Carriera
Con la Polonia ha disputato tre edizioni dei Campionati europei (1966, 1968, 1970).